# Celada (ajedrez)
En el juego del ajedrez, una celada es la trampa que se le plantea al adversario al ofrecerle material a cambio de una compensación mayor, como puede ser hacer jaque mate u obtener una ganancia de material que compense el otorgado. 
Generalmente, si no se cae en este tipo de trampa, el bando atacado no sufre ningún tipo de pérdida y puede incluso obtener mejor posición.
Así que hay que pensar si conviene o no los "regalos" del rival.
Un tipo de Celada es la que se plantea en la Defensa Owen (o del Fianchetto de Dama)
A la celada se llega tras estas jugadas:
1. e4 b6
2. d4 Ab7
3. Ad3 f5?! jugada dudosa
4. exf5 Axg2
|       |       |       |       |       |       |       |       |       |  |
|       | a8 rd | b8 nd | c8    | d8 qd | e8 kd | f8 bd | g8 nd | h8 rd |  |
| a7 pd | b7    | c7 pd | d7 pd | e7 pd | f7    | g7 pd | h7 pd |       |  |
| a6    | b6 pd | c6    | d6    | e6    | f6    | g6    | h6    |       |  |
| a5    | b5    | c5    | d5    | e5    | f5 pl | g5    | h5    |       |  |
| a4    | b4    | c4    | d4 pl | e4    | f4    | g4    | h4    |       |  |
| a3    | b3    | c3    | d3 bl | e3    | f3    | g3    | h3    |       |  |
| a2 pl | b2 pl | c2 pl | d2    | e2    | f2 pl | g2 bd | h2 pl |       |  |
| a1 rl | b1 nl | c1 bl | d1 ql | e1 kl | f1    | g1 nl | h1 rl |       |  |
|       |       |       |       |       |       |       |       |       |  |

Esta era la idea de 3...f5, el conductor del bando negro pensaba que capturaría la torre, pero ha cáido en la trampa del bando blanco.
Esta es la continuación que las negras no calcularon.
5. Dh5+ g6
6. fxg6 Cf6?? Este es un grave error que pierde la partida, mejor era 6... Ag7
7.gxh7+ Cxh5 Parece increíble que las blancas se hayan olvidado de su Dama pero no es así, es un simple cebo para realizar el mate a la siguiente jugada
8.Ag6++
|       |       |       |       |       |       |       |       |       |  |
|       | a8 rd | b8 nd | c8    | d8 qd | e8 kd | f8 bd | g8    | h8 rd |  |
| a7 pd | b7    | c7 pd | d7 pd | e7 pd | f7    | g7    | h7 pl |       |  |
| a6    | b6 pd | c6    | d6    | e6    | f6    | g6 bl | h6    |       |  |
| a5    | b5    | c5    | d5    | e5    | f5    | g5    | h5 nd |       |  |
| a4    | b4    | c4    | d4 pl | e4    | f4    | g4    | h4    |       |  |
| a3    | b3    | c3    | d3    | e3    | f3    | g3    | h3    |       |  |
| a2 pl | b2 pl | c2 pl | d2    | e2    | f2 pl | g2 bd | h2 pl |       |  |
| a1 rl | b1 nl | c1 bl | d1    | e1 kl | f1    | g1 nl | h1 rl |       |  |
|       |       |       |       |       |       |       |       |       |  |

## Celada damiano
Esta es una celada que conduce a un camino tortuoso para las negras  que se da tras las jugadas:
e4 e5, Cf3 f6? esta es ya una decisión dudosa por parte de las negras al debilitar notablemente la posición del rey en especial la diagonal h5 e8, esto permite que las blancas pueden castigar de una forma violenta y eficaz tras Cxe5 fxe5 (necesario ante la evidente perdida de un peón) con esta jugada el camino esta expedito para las blancas, que juegan su dama hasta la casilla h5 tras Dh5 + g6 las negras pierden calidad como resultado de una decisión tan errada en la apertura.
Normalmente es común este tipo de embustes fraudulentos gracias a la falta de conocimiento teórico del adversario siempre en un resultado catastrófico para el neófito en este juego.